# Mahavibhasha
La Mahavibhasha (IAST: Mahāvibhāṣā) dont le titre complet est: Abhidharma mahavibhasha shastra est un texte canonique du bouddhisme ancien de la branche Sarvastivadin. Son nom signifie Texte majeur des alternatives. Il aurait été composé autour du IIIe siècle de notre ère. À l'origine il était très dense, composé de près de 100 000 slokas ou strophes. 